# Élections constituantes de 1945 dans la Meuse
Les élections constituantes françaises de 1945 se déroulent le 21 octobre.

## Mode de scrutin
Les députés sont élus selon le système de représentation proportionnelle suivant la règle de la plus forte moyenne dans le département, sans panachage ni vote préférentiel. Il y a 3 sièges à pourvoir.
Dans le département de la Meuse, trois députés sont à élire.

## Élus
Les trois députés élus sont : 
| Identité        | Parti | Parti |
| --------------- | ----- | ----- |
| Louis Jacquinot |       | DVD   |
| Jean Vuillaume  |       | MRP   |
| Georges Fizaine |       | SFIO  |

## Résultats

### Résultats à l'échelle du département
| Parti          | Parti                                          | Tête de liste   | Résultats | Résultats | Sièges | Sièges |
| Parti          | Parti                                          | Tête de liste   | Voix      | %         |        |        |
| -------------- | ---------------------------------------------- | --------------- | --------- | --------- | ------ | ------ |
|                | Union républicaine                             | Louis Jacquinot | 30 701    | 33,71     | 1      |        |
|                | Mouvement républicain populaire                | Jean Vuillaume  | 28 596    | 31,40     | 1      |        |
|                | Section française de l'Internationale ouvrière | Georges Fizaine | 19 053    | 20,92     | 1      |        |
|                | Parti communiste français                      | André Savard    | 12 710    | 13,96     | -      |        |
|                |                                                |                 |           |           |        |        |
| Inscrits       | Inscrits                                       | Inscrits        | 116 093   |           | 3      |        |
| Votants        | Votants                                        | Votants         | 93 852    | 80,84     |        |        |
| Blancs et nuls | Blancs et nuls                                 | Blancs et nuls  | 2 788     | 2,97      |        |        |
| Exprimés       | Exprimés                                       | Exprimés        | 91 064    | 97,03     |        |        |